# Nguyễn Văn Bông
Nguyễn Văn Bông (2 tháng 6 năm 1929 -10 tháng 11 năm 1971) là một giáo sư, chính khách Việt Nam Cộng hòa.

## Thân thế
Ông sinh ngày 2 tháng 6 năm 1929, tại làng Kiểng Phước, tổng Hòa Lạc Hạ, tỉnh Gò Công (nay thuộc xã Kiểng Phước, huyện Gò Công Đông, tỉnh Tiền Giang). Cha của ông vốn làm nghề thợ bạc, mẹ ông là một thợ may. Hai người ly dị nhau khi ông mới lên 3, về sau đều tái giá và có con riêng. Từ nhỏ, ông đã phải sống với ông bà nội.

## Du học ở Pháp
Từ nhỏ ông đã có chí, học giỏi nhưng nhà nghèo. Vì vậy, ông phải làm việc từ lúc mới 12 tuổi để kiếm thêm tiền đi học. Ông sửa xe đạp, quét trường học, phụ đánh máy và nhiều việc lặt vặt khác để có tiền trang trải cho việc học. Sau mấy năm làm việc để gom đủ số tiền mua được một vé tàu hạng ba đi Pháp, ông rời Việt Nam để thực hiện giấc mơ du học ở Paris, Pháp.
Tại Paris, ông được một người quen cho ở trọ để tiếp tục học lấy bằng Tú tài. Trong thời gian này, để sinh kế, ông làm bồi bàn tại tiệm ăn La Table du Madarins. Tại đây, ông làm quen với một sinh viên Việt Nam khác cũng đang làm bồi bàn tại đây là Nguyễn Ngọc Huy, người đã sát cánh cùng ông trong các hoạt động chính trị sau này.
Sau khi tốt nghiệp Tú tài, ông theo học ngành Luật và Chính trị học, Đại học Sorbonne. Để có tiền theo học, ông phải làm nhiều nghề, kể cả khuân vác, giặt ủi. Do lao lực quá độ, có thời gian ông làm phu khuân vác đêm tại Nhà Lồng Paris (Les Halles), đã bị nhiễm bệnh lao, phải nằm bệnh viện một thời gian. Trong thời gian du học tại Pháp, cha mẹ của ông không có khả năng tài chánh cũng như hiểu thể thức chuyển ngân cho con mình, ông đã được một người cô ruột tên Nguyễn Thị Chín là một thương gia ở Sài Gòn giúp đỡ, nhưng sự giúp đỡ đó cũng quá ít ỏi so với tiền học phí mà ông phải đóng cho trường.
Với ý chí và nỗ lực, ông tốt nghiệp Cử nhân Luật năm 1956, rồi Tiến sĩ Luật và Chính trị học năm 1960. Năm 1962 ông trở thành một trong số rất ít giáo sư Việt Nam có bằng Thạc sĩ Công pháp Quốc tế. Đầu năm 1963, ông quyết định về nước làm việc. Trước khi về nước, ông đã hứa hôn với một nữ sinh viên có tên là Lê Thị Thu Vân, người sau này trở thành bạn đời của ông.

## Dạy học và hoạt động chính trị
Sau khi về nước, ông dạy môn luật hiến pháp và khoa học chính trị tại Trường Đại học Luật Sài Gòn và Học viện Quốc gia Hành chánh. Bấy giờ, chính quyền Đệ Nhất Cộng hòa của tổng thống Ngô Đình Diệm đang ra tay đàn áp các lực lượng chống đối, bắt giam các chính khách đối lập như Nhóm Caravelle, Nguyễn Tường Tam... Để thể hiện quan điểm, ông đã cho đăng tải bài viết "Đảng phái và Đối lập chính trị" gây được nhiều sự chú ý trên chính trường. Cũng từ đây, ông bắt đầu có những hoạt động chính trị nhằm tiến tới việc "thành lập một chính đảng quốc gia" trên con đường xây dựng "một nước Việt Nam thống nhất, dân chủ với sự ủng hộ rộng rãi của người dân".
Sau cuộc đảo chính ngày 1 tháng 11 năm 1963, ông được chính quyền mới bổ nhiệm làm Viện trưởng Học viện Quốc gia Hành chánh thời Đệ Nhị Cộng hòa. Rất nhiều sinh viên do ông đào tạo về sau nắm giữ những chức vụ quan trọng trong chính quyền Việt Nam Cộng hòa. Đầu năm 1964, ông thành hôn với bà Thu Vân, người sinh viên đã rời bỏ nước Pháp để về thành hôn với ông, dù ông "chỉ là một giáo sư nghèo" hơn bà đến mười tuổi.
Cuối năm 1968, được sự cổ vũ của người bạn cũ Nguyễn Ngọc Huy, bấy giờ là một trong những lãnh đạo của đảng Tân Đại Việt, ông thành lập Phong trào Quốc gia Cấp tiến, một tổ chức chính trị đối lập với chính phủ của tổng thống Nguyễn Văn Thiệu, với thành viên đa số là học trò của ông.

## Hai lần bị mưu sát
Những hoạt động chính trị tích cực của ông khiến ông trở thành mục tiêu ám sát của Mặt trận Dân tộc Giải phóng miền Nam Việt Nam. Nguyễn Văn Bông bị ám sát vì ông "đang chuẩn bị lên nắm ghế thủ tướng. Nếu G.33 đã nắm chức, sẽ rất khó hành động vì khi ấy việc bảo vệ ông ta sẽ khác hẳn. Và nếu tình huống này xảy ra, cách mạng có thể gặp khó khăn hơn bởi Nguyễn Văn Bông là một trí thức có uy tín và chính quyền ngụy chuyển từ quân sự sang dân sự mọi diễn tiến sẽ có lợi cho địch".
Ngày 26 tháng 11 năm 1968, một quả bom phát nổ cạnh phòng làm việc của ông tại tầng hai Học viện Quốc gia Hành chánh, trái bom đặt trên cao, hơi ép do tiếng nổ đẩy ông té xuống và tuột dưới bàn . Tuy nhiên, ông thoát chết nhờ cái bàn giấy vững chắc giữ cho ông không bị cả bức tường đè bẹp. Theo nhà báo Nam Thi thuộc báo Thanh Niên, trong bài viết "Bí mật điệp báo chưa từng công bố: đốt cháy con bài của Mỹ" đã xác nhận hai người chịu trách nhiệm về vụ ám sát hụt Giáo sư Bông vào 26 tháng 11 năm 1968 chính là luật sư Đỗ Hữu Cảnh và công nhân Trần Văn Hoành. Cả hai đều là người của Mặt trận Dân tộc Giải phóng miền Nam Việt Nam.
Vào ngày 10 tháng 11 năm 1971, tổ trinh sát vũ trang Ban An ninh T4 bao gồm Vũ Quang Hùng và Lê Văn Châu tổ chức ám sát ông tại ngã tư Cao Thắng - Phan Thanh Giản, bằng cách ném cái cặp chứa 4 kg chất nổ C4 được liên kết với ba trái lựu đạn xuống gầm xe của ông đang ngừng tại đèn đỏ ngã tư. Giáo sư Bông thiệt mạng cùng các cận vệ của ông. Lúc đó ông mới 42 tuổi. Sự kiện Nguyễn Văn Bông bị ám sát không chỉ làm sụp đổ kế hoạch thay đổi nhân sự của Việt Nam Cộng hòa mà còn làm cho nội bộ chính quyền này nghi ngờ lẫn nhau. Theo báo Công An TPHCM, Tổng thống Nguyễn Văn Thiệu và dư luận cho rằng phe Trần Thiện Khiêm thực hiện vụ ám sát này để cố giữ chức Thủ tướng.

## Gia đình
Khi ông qua đời, lúc đó ông có hai trai tên là Nguyễn Lê Quốc và Nguyễn Lê Việt và một gái tên là Nguyễn Lê Thu Ánh . Sau 1975, vợ ông tái giá với Lacy Wright, một nhà ngoại giao Mỹ, và lấy tên mới là Jackie Bông Wright. Bà Jackie Bông Wright hiện tại vẫn còn sống.

## Tác phẩm
- Luật Hiến pháp và Chính trị học. Sài Gòn, 1967 (in lần thứ nhất), 1969 (in lần thứ hai), 2013 (bản điện tử do pro&contra thực hiện).[11]